# Acacia laricina
Acacia laricina é uma espécie de leguminosa do gênero Acacia, pertencente à família Fabaceae.